# 北糀谷
北糀谷（きたこうじや）は、東京都大田区の町名。現行行政地名は北糀谷一丁目及び北糀谷二丁目。住居表示実施済区域。

## 地理
東京都大田区の南東部に位置する。北辺は大森中に接する。東辺は国道131号（産業道路）に接し、これを境に大森南になる。南辺は呑川に接し、これを境に西糀谷になる。西辺は東蒲田に接する。町域内では住宅地と工業用地が混在している。

## 歴史
北糀谷町を前身とする。西糀谷・東糀谷は蒲田区発足時に「糀谷町」という地名だったものを東西に分割してできた地名である。一方で、北糀谷は蒲田区発足時から「北糀谷町」として独自に存在していた。そのため、同じ旧羽田町大字糀谷の地域ではあるが、西糀谷・東糀谷とは違って「糀谷町」から分割された地域ではない。

## 世帯数と人口
2024年（令和6年）4月1日現在（東京都発表）の世帯数と人口は以下の通りである。
| 丁目         | 世帯数    | 人口    |
| ------------ | --------- | ------- |
| 北糀谷一丁目 | 1,671世帯 | 3,106人 |
| 北糀谷二丁目 | 1,084世帯 | 1,868人 |
| 計           | 2,755世帯 | 4,974人 |

### 人口の変遷
国勢調査による人口の推移。
| 年                 | 人口  |
| ------------------ | ----- |
| 1995年（平成7年）  | 3,808 |
| 2000年（平成12年） | 4,284 |
| 2005年（平成17年） | 4,251 |
| 2010年（平成22年） | 4,285 |
| 2015年（平成27年） | 4,596 |
| 2020年（令和2年）  | 4,906 |

### 世帯数の変遷
国勢調査による世帯数の推移。
| 年                 | 世帯数 |
| ------------------ | ------ |
| 1995年（平成7年）  | 1,592  |
| 2000年（平成12年） | 1,862  |
| 2005年（平成17年） | 1,951  |
| 2010年（平成22年） | 1,951  |
| 2015年（平成27年） | 2,224  |
| 2020年（令和2年）  | 2,549  |

## 学区
区立小・中学校に通う場合、学区は以下の通りとなる（2023年3月時点）。なお、一丁目・二丁目とも距離的には大田区立東蒲中学校の方が近い位置に所在するが、東蒲中学校は通学先に指定されていない。
| 丁目         | 番地 | 小学校               | 中学校             |
| ------------ | ---- | -------------------- | ------------------ |
| 北糀谷一丁目 | 全域 | 大田区立北糀谷小学校 | 大田区立糀谷中学校 |
| 北糀谷二丁目 | 全域 | 大田区立北糀谷小学校 | 大田区立糀谷中学校 |

## 事業所
2021年（令和3年）現在の経済センサス調査による事業所数と従業員数は以下の通りである。
| 丁目         | 事業所数  | 従業員数 |
| ------------ | --------- | -------- |
| 北糀谷一丁目 | 118事業所 | 763人    |
| 北糀谷二丁目 | 67事業所  | 360人    |
| 計           | 185事業所 | 1,123人  |

### 事業者数の変遷
経済センサスによる事業所数の推移。
| 年                 | 事業者数 |
| ------------------ | -------- |
| 2016年（平成28年） | 196      |
| 2021年（令和3年）  | 185      |

### 従業員数の変遷
経済センサスによる従業員数の推移。
| 年                 | 従業員数 |
| ------------------ | -------- |
| 2016年（平成28年） | 1,390    |
| 2021年（令和3年）  | 1,123    |

## 交通
町域内に鉄道駅はないが、西側にあたる京急本線梅屋敷駅や京急蒲田駅のほか、大森駅や蒲田駅からのバス路線の利用がある。

## 施設
- 大田区立北糀谷小学校
- 東京バイオテクノロジー専門学校
- 大田区立北糀谷一丁目公園
- 大田区立旧呑川緑地 - 北端の大森中との境界部にあたる。
- 気球製作所
- 子安八幡神社 - 旧下袋村（現北糀谷・大森南付近）村社

## その他

### 日本郵便
- 郵便番号 : 144-0032[2]（集配局 : 蒲田郵便局[15]）。